# Josip Vranković
Josip Vranković (Split, 26. listopada 1968.) je bivši košarkaš i bivši hrvatski reprezentativac. Obnašao je dužnost izbornika Hrvatske košarkaške reprezentacije.

## Karijera
Kroz karijeru je igrao na poziciji bek šutera. Igrao je za KK Split u mlađim uzrasnim kategorijama, a po isteku juniorskog staža bio je na posudbama u Dalvinu i Alkaru da bi se potom vratio u matični klub Split u kojem je igrao od 1991. do 1997. Nakon toga igrao je jednu sezonu u Zadru, zatim u dva navrata za Cibonu (sveukupno 3,5 sezone), te u Prokomu, Ludwigsburgu i Širokom gdje je i okončao igračku, a ujedno 2007. godine i započeo trenersku karijeru osvojivši naslov prvaka BiH. U Široki Brijeg se vratio u sezoni 2008./09.
Kao trener potom je vodio Cibonu (tijekom jeseni 2007.), a nakon otkaza u Ciboni, preuzeo je Hrvatsku košarkašku "B" reprezentaciju i s njom osvojio zlatnu medalju na Mediteranskim igrama u Pescari 2009.
U studenom 2009. postao je izbornik Hrvatske košarkaške reprezentacije. Na ovoj poziciji naslijedio je Jasmina Repešu. Hrvatsku reprezentaciju vodio je na dva velika natjecanja (SP 2010. i EP 2011.) ali nije postigao zadovoljavajuće rezultate te je potom odstupio s izborničke funkcije. Od kraja ožujka 2011. godine, ponovno je preuzeo trenersku klupu Cibone, ali je nakon 8 mjeseci zbog određenih nezadovoljstava podnio ostavku. U 1998. je dobio prvo dijete, a u 2009. najmlađe dijete koje se zove Ante.

## Vanjske poveznice
- Intervju u SD
- Statistika Eurolige
- Statistika  Arhivirana inačica izvorne stranice od 16. rujna 2009. (Wayback Machine)